# Сумська обласна рада VI скликання
Сумська обласна рада попереднього-п'ятого скликання відповідно до статті 16 Закону України «Про вибори депутатів Верховної Ради автономної республіки Крим, місцевих рад та сільських, селищних, міських голів» 3 вересня 2010 року прийняла рішення про загальний склад обласної ради шостого скликання у кількості 100 мандатів. Відповідно до статті 79 вищевказаного Закону обласна виборча комісія оприлюднила результати виборів та списки 100 обраних депутатів обласної ради в обласній газеті «Сумщина» від 12 листопада 2010 року. В розрізі партій: Партії регіонів — 50, ВО «Батьківщина» — 23, ПП «Фронт змін» — 6, ПП «Рідне місто» — 5, КПУ - 5, ПП «Сильна Україна» — З, ПП «За Україну» — 2, СПУ — 1, Аграрної партії України — 1, Партії промисловців і підприємців України — 1, Народної партії — 1.
     Партія регіонів (51) 
     ВО «Батьківщина» (23)
     Політична партія «Фронт змін» (6)
     Політична партія «Рідне місто» (6)
     КПУ (політична партія) (5)
     Політична партія «Сильна Україна» (3)
     Політична партія «За Україну»  (2)
     СПУ (політична партія)  (1) 
     Аграрна партія України (1) 
     Партія промисловців і підприємців України (1) 
     Народна   партія (1)
Засідання першої сесії відбулось 18.11. 2010 року. Обрали депутата обласної ради по багатомандатному виборчому округу за списком Партії регіонів Михайленка Геннадія Володимировича головою обласної ради. Обрали депутата обласної ради Бояринцева Олега Анатолійовича, обраного за списком Партії регіонів першим заступником голови обласної ради. Обрали депутата обласної ради Толбатова Валерія Миколайовича, обраного по одномандатному мажоритарному виборчому округу № 37, заступником голови обласної ради. Обрали депутата обласної ради Ребенка Івана Максимовича, обраного по виборчому списку Комуністичної партії України заступником голови обласної ради. На засіданні другої сесії Сумської обласної ради шостого скликання 3.12.2010 року було утворено постійні комісії, а саме:

## Постійна комісія з питань бюджету, соціально-економічного розвитку та інвестиційної політики
Голова комісії
Коновалов Олександр Олександрович — депутат, обраний у багатомандатному виборчому окрузі від Партії регіонів 
Члени комісії:
- Березін Микола Якович —  депутат, обраний в одномандатному  мажоритарному виборчому окрузі № 15 від Партії регіонів
- Гончарук Володимир Станіславович — депутат, обраний у багатомандатному виборчому окрузі від ВО «Батьківщина»
- Єпіфанов Анатолій Олександрович — депутат, обраний в одномандатному  мажоритарному виборчому окрузі № 26 від Партії регіонів
- Картавий Олексій Олексійович — депутат, обраний в одномандатному мажоритарному виборчому окрузі № 13 від Партії регіонів
- Кирик Григорій Васильович — депутат, обраний в одномандатному мажоритарному  виборчому окрузі № 18 від Партії регіонів
- Клочко Микола Олексійович — депутат, обраний у багатомандатному виборчому окрузі від політичної партії  «Фронт змін»
- Линник Анатолій Іванович —  депутат, обраний в одномандатному мажоритарному виборчому окрузі № 4 від Партії регіонів
- Поляков Григорій Михайлович — депутат, обраний в одномандатному мажоритарному  виборчому окрузі № 1 від Комуністичної партії України
- Сітак Олександр Михайлович — депутат, обраний в одномандатному мажоритарному виборчому окрузі № 23 від Партії регіонів
- Телющенко Іван Федорович — депутат, обраний в одномандатному мажоритарному виборчому окрузі № 33 від Партії промисловців і підприємців України
- Чернов Євген Дмитрович — депутат, обраний в одномандатному мажоритарному виборчому окрузі № 46 від Партії регіонів
- Чернявський  Віктор Іванович — депутат, обраний у багатомандатному виборчому окрузі від Партії регіонів
- Чмирь Юрій Павлович — депутат, обраний у багатомандатному виборчому окрузі від Партії регіонів

## Постійна комісія з питань агропромислового комплексу та соціального розвитку села
Голова комісії
Ладика Володимир Іванович — депутат, обраний в одномандатному мажоритарному виборчому окрузі № 21 від Аграрної партії України
Члени комісії:
- Волков Валерій Валентинович —  депутат, обраний в одномандатному мажоритарному виборчому окрузі № 32 від Партії регіонів
- Гримайло Віктор Іванович — депутат, обраний у багатомандатному виборчому окрузі від ВО «Батьківщина»
- Загурський Олександр  Віталійович — депутат, обраний у багатомандатному виборчому окрузі від ВО «Батьківщина»
- Зубко Володимир Іванович — депутат, обраний в одномандатному мажоритарному виборчому окрузі № 30 від Партії регіонів
- Купрейчик Ірина Валеріївна — депутат, обраний у багатомандатному виборчому окрузі від політичної партії «Фронт змін»
- Мельник Василь  Іванович — депутат, обраний в одномандатному мажоритарному виборчому окрузі № 44 від Партії регіонів
- Салманов Афган Фаган Огли — депутат, обраний у багатомандатному виборчому окрузі від Партії регіонів
- Свірський Геннадій Анатолійович — депутат, обраний в одномандатному мажоритарному виборчому окрузі № 25 від Партії регіонів
- Сенько Володимир Васильович — депутат, обраний в одномандатному мажоритарному виборчому окрузі № 17 від ВО «Батьківщина»
- Сіденко Дмитро Євгенович — депутат, обраний у багатомандатному виборчому окрузі від політичної партії «Сильна Україна»
- Часник Микола Григорович — депутат, обраний у багатомандатному виборчому окрузі від ВО «Батьківщина»

## Постійна комісія з питань промисловості, енергетики, транспорту, зв’язку, розвитку підприємництва та енергозбереження
Голова комісії
Трофименко Микола Олексійович —  депутат, обраний в одномандатному мажоритарному виборчому окрузі № 39 від політичної партії «Рідне місто»
Члени комісії:
- Бистрицький Микола Якович — депутат, обраний в одномандатному мажоритарному виборчому окрузі № 24  від Соціалістичної партії України
- Гонор Сергій Володимирович — депутат, обраний у багатомандатному виборчому окрузі від політичної партії «Фронт змін»
- Грінцов Володимир Іванович — депутат, обраний у багатомандатному виборчому окрузі від Партії регіонів
- Криштоп Володимир Миколайович — депутат, обраний в одномандатному мажоритарному виборчому окрузі № 3 від Партії регіонів
- Лисенко Віктор Іванович — депутат, обраний у багатомандатному виборчому окрузі від ВО «Батьківщина»
- Марюха Василь Іванович — депутат, обраний у багатомандатному виборчому окрузі від ВО «Батьківщина»
- Романов В’ячеслав Вікторович — депутат, обраний у багатомандатному виборчому окрузі від Партії регіонів
- Тимошенко Віктор Михайлович — депутат, обраний в одномандатному мажоритарному виборчому окрузі № 12 від ВО «Батьківщина»
- Ткаченко Геннадій Олександрович — депутат, обраний в одномандатному мажоритарному виборчому окрузі № 8 від Партії регіонів
- Хярм Віктор Миколайович — депутат, обраний в одномандатному мажоритарному виборчому окрузі № 31 від Партії регіонів

## Постійна комісія з питань житлово-комунального та дорожнього господарства, будівництва, архітектури та надзвичайних ситуацій
Голова комісії
Швець Світлана Олексіївна — депутат, обраний у багатомандатному виборчому окрузі від ВО «Батьківщина»
Члени комісії:
- Будник Олександр Анатолійович — депутат, обраний у багатомандатному виборчому окрузі від Партії регіонів
- Вербовик Анатолій Миколайович — депутат, обраний в одномандатному мажоритарному виборчому окрузі № 14 від Партії регіонів
- Деркач Микола Андрійович — депутат, обраний в одномандатному мажоритарному виборчому окрузі № 10 від Партії регіонів
- Єфіменко Костянтин Васильович — депутат, обраний у багатомандатному виборчому окрузі від політичної партії «Сильна Україна»
- Кудін Олександр Анатолійович — депутат, обраний у багатомандатному виборчому окрузі від ВО «Батьківщина»
- Ляшенко Віктор Михайлович — депутат, обраний у багатомандатному виборчому окрузі від Комуністичної партії України
- Целуйко Андрій Володимирович — депутат, обраний в одномандатному мажоритарному виборчому окрузі № 6 від Партії регіонів

## Постійна комісія з питань охорони здоров’я, материнства, дитинства, прав жінок та соціального захисту населення
Голова комісії
Богданова Ганна Валентинівна — депутат, обраний у багатомандатному виборчому окрузі від Партії регіонів
Члени комісії:
- Бендерський Михайлій Ананійович — депутат, обраний у багатомандатному виборчому окрузі від політичної партії «Рідне місто»
- Грицай Сергій Михайлович — депутат, обраний в одномандатному мажоритарному виборчому окрузі № 19 від Партії регіонів
- Данильченко Антоніна Миколаївна — депутат, обраний у багатомандатному виборчому окрузі від політичної партії «Рідне місто»
- Курок Олександр Іванович — депутат, обраний в одномандатному мажоритарному виборчому окрузі № 7 від Партії регіонів
- Меєрович Юрій Михайлович — депутат, обраний в одномандатному мажоритарному виборчому окрузі № 27 від Партії регіонів
- Сахнюк Георгій Валентинович — депутат, обраний у багатомандатному виборчому окрузі від політичної партії «Фронт змін»
- Сергієнко Ніна Матвіївна — депутат, обраний у багатомандатному виборчому окрузі від ВО «Батьківщина»
- Тронь Анатолій Васильович — депутат, обраний в одномандатному мажоритарному виборчому окрузі № 28 від політичної партії «За Україну»
- Шульга Володимир Петрович — депутат, обраний в одномандатному мажоритарному виборчому окрузі № 40 від ВО «Батьківщина»

## Постійна комісія з питань земельних та водних ресурсів, використання надр, екології, довкілля та лісового господарства
Голова комісії
Токарь Володимир Миколайович — депутат, обраний в одномандатному мажоритарному виборчому окрузі № 41 від політичної партії «Фронт змін»
Члени комісії:
- Голіус Микола Степанович — депутат, обраний у багатомандатному виборчому окрузі від політичної партії «Рідне місто»
- Дрига Володимир Олександрович — депутат, обраний у багатомандатному виборчому окрузі від ВО «Батьківщина»
- Єрмак Олександр Миколайович — депутат, обраний в одномандатному мажоритарному виборчому окрузі № 29  від Партії регіонів
- Малік Віталій Вікторович — депутат, обраний у багатомандатному виборчому окрузі від ВО «Батьківщина»
- Матвієнко Євген Георгійович — депутат, обраний у багатомандатному виборчому окрузі від політичної партії «Сильна Україна»
- Мірошниченко Микола Васильович — депутат, обраний в одномандатному мажоритарному виборчому окрузі № 43 від політичної партії «Рідне місто»
- Парамошкін Олександр Тимофійович — депутат, обраний в одномандатному мажоритарному виборчому окрузі № 38 від Партії регіонів
- Скопенко Віктор Васильович — депутат, обраний в одномандатному мажоритарному виборчому окрузі № 9 від Партії регіонів
- Слизький Сергій Миколайович — депутат, обраний у багатомандатному виборчому окрузі від Партії регіонів
- Федченко Віктор Іванович — депутат, обраний у багатомандатному виборчому окрузі від ВО «Батьківщина»
- Хомутіннік Сергій Петрович — депутат, обраний у багатомандатному виборчому окрузі від Партії регіонів
- Чигринець Віктор Петрович —  депутат, обраний в одномандатному мажоритарному виборчому окрузі № 16 від Народної партії

## Постійна комісія з питань управління комунальною власністю та приватизації
Голови комісії
Пуд Сергій Олександрович — депутат, обраний у багатомандатному виборчому окрузі від Партії регіонів
Члени комісії:
- Биков Геннадій Миколайович — депутат, обраний у багатомандатному виборчому окрузі від політичної партії «Фронт змін»
- Винниченко Сергій Андрійович — депутат, обраний у багатомандатному виборчому окрузі від Партії регіонів
- Галаєв Магомед - Шаріп Джамалович — депутат, обраний в одномандатному мажоритарному виборчому окрузі № 22 від Партії регіонів
- Демура Володимир Олексійович — депутат, обраний у багатомандатному виборчому окрузі від Партії регіонів
- Лаврик Віра Іванівна — депутат, обраний у багатомандатному виборчому окрузі від політичної партії «Рідне місто»
- Лях Василь Валерійович — депутат, обраний в одномандатному мажоритарному виборчому окрузі № 49 від ВО «Батьківщина»
- Макаренко Костянтин Володимирович — депутат, обраний в одномандатному мажоритарному виборчому окрузі № 5 від Партії регіонів

## Постійна комісія з питань розвитку місцевого самоврядування, територіального устрою, депутатської діяльності, регламенту, законності та правопорядку, зв'язків з громадськістю і інформаційної політики
Голова комісії
Дорошенко Геннадій Володимирович —  депутат, обраний у багатомандатному виборчому окрузі від ВО «Батьківщина»
Члени комісії:
- Андрусенко Микола Андрійович — депутат, обраний в одномандатному мажоритарному виборчому окрузі № 36 від ВО «Батьківщина»
- Макаренко Василь Іванович —  депутат, обраний в одномандатному мажоритарному виборчому окрузі № 48 від Партії регіонів
- Пересадько Борис Васильович — депутат, обраний у багатомандатному виборчому окрузі від Партії регіонів
- Полілуй Микола Вікторович — депутат, обраний у багатомандатному виборчому окрузі від ВО «Батьківщина»
- Саєнко Олександр Іванович — депутат, обраний в одномандатному мажоритарному виборчому окрузі № 35 від Партії регіонів
- Скиртаченко Анатолій Михайлович — депутат, обраний у багатомандатному виборчому окрузі від ВО «Батьківщина»
- Тєлєтов Олександр Сергійович — депутат, обраний у багатомандатному виборчому окрузі від Комуністичної партії України
- Удодік Олександр Дмитрович — депутат, обраний в одномандатному мажоритарному виборчому окрузі № 20 від Партії регіонів
- Цупро Олександр Миколайович — депутат, обраний в одномандатному мажоритарному виборчому окрузі № 34 від Партії регіонів